# Jan Ambrůz
Jan Ambrůz (* 2. června 1956 Zlín) je český výtvarný umělec a sochař, vedoucí ateliéru Socha II, Fakulty výtvarných umění VUT v Brně.
Absolvoval Vysokou školu uměleckoprůmyslovou v roce 1984. Žije ve vesnici Šarovy. Zde založil občanské sdružení Jinákrajina. Jeho tvorba se vyznačuje konstruktivním řešením, minimalizovaným do základních geometrických forem. Uměleckým vstupem často reaguje na konkrétní místo, což je typické pro jeho tvorbu. Setkáváme se s jeho instalacemi v prostředí lesa, města, chrámu nebo galerie. Pracuje se světlem ať už při práci se dřevem, kovem, ale především sklem. Velká realizace poslední doby je jeho plastika Kytice na kruhovém objezdu v Třinci, nebo památník Tomáše Garrigua Masaryka v Hustopečích (2006)

## Životopis
- 2. 6. 1956 narozen ve Zlíně
- 1974 – 1978 studium na SUPŠ v Uherském Hradišti
- 1978 – 1984 studium na VŠUP v Praze (ateliér Designu – Zlín)
- 1990 – finalista ceny Jindřicha Chalupeckého
- 1998 pedagog FaVU VUT v Brně
- 2001 docent
- 2009 profesor

## Ceny / stipendia
- 1990 Čestná cena Jindřicha Chalupeckého, Zvláštní cena poroty
- 1990 Grant Pollock-Krasner Foundation, New York, USA
- 1991 – 1993 Wilhelm Lehmbruck-Stipendium, Duisburg, Německo
- 1994 Grant Pollock-Krasner Foundation, New York, USA
- 2000 Grant Pollock-Krasner Foundation, New York, USA
- 2000 Scholarschip for international stone sculptor, EXPO 2000 in Hannover, BRD
- 2008 – 2009 tvůrčí stipendium ministerstva kultury ČR
- 2009 Artist in Residence, Pilchuck Glass School, USA

## Samostatné výstavy
- 1988 Galerie pod podloubím, Olomouc
- 1989 Galerie mladých, Brno
- 1991 Sochy na náměstí, Hranice na Moravě
- 1992 Park Vrend en Rust, Vooburg
- 1995 Sokolovská 26, Ostrava
- 1995 Mezi černou a bílou, Galerie Via art, Praha
- 1995 Objekty, dokumentace, Městská knihovna, Rožnov pod Radhoštěm
- 1996 Kresby, Dům umění, Brno
- 1996 Fotodokumentace, Knihkupectví Archa, Zlín
- 1996 Galerie Panacea, Valašské Meziříčí
- 1997 O lehkosti a tíži, Galerie Sýpka, Vlkov
- 1997 Kostel Povýšení sv. Kříže, Moravský Beroun
- 1998 Galerie Behémot, Praha
- 1998 Rožnovské sochařské léto 98?, MK Galerie a městský park, Rožnov pod Radhoštěm
- 1999 Kov, sklo, kámen, prostor, Galerie výtvarného umění, Dům umění, Ostrava
- 1999 J. Ambrůz - Instalace, Galerie Langův dům, Frýdek-Místek
- 2001 Čtvero ročních dob, Kostel sv.Václava, Dům umění, Opava
- 2003 J. Ambrůz, Galerie Ars, Brno
- 2022 Dům umění města Brna